# Acyrthosiphon pisum
Зелена грашкова ваш (Acyrthosiphon pisum). Ове биљне ваши су веће од осталих. Зелене су боје, имају мале антене и трбухе из којих при сисању сокова луче слуз. Неке од њих живе у симбиози са мравима, који их у току зиме уносе у мравињак, а зими враћају назад. Када биљне ваши умру у мравињаку, долази до хране за мраве. Биљне ваши су бубе које заједно живе у великом броју.
Штеточина је за пољопривредне културе, нарочито за грашак, луцерку и грахорице, а преносилац је и PVY вируса.